# Ritonavir
El ritonavir (EFG, Norvir), és un medicament antiretroviral que s'utilitza juntament amb altres medicaments per tractar el VIH/SIDA. Aquest tractament combinat es coneix com a teràpia antiretroviral de gran activitat (TARGA). Sovint s'usa una dosi baixa amb altres inhibidors de la proteasa. També es pot emprar en combinació amb altres medicaments per a l'hepatitis C. Es pren per via oral. Les pastilles de ritonavir no són bioequivalents a les càpsules, ja que les pastilles poden provocar concentracions plasmàtiques màximes més altes.
Els efectes secundaris comuns inclouen nàusees, vòmits, pèrdua de gana, diarrea i parestèsies de mans i peus. Els efectes secundaris greus inclouen problemes hepàtics, pancreatitis, reaccions al·lèrgiques i arrítmies. Es poden produir interaccions greus amb una sèrie d'altres medicaments, com ara l'amiodarona i la simvastatina. A dosis baixes es considera acceptable per al seu ús durant l'embaràs. El ritonavir és de la classe dels inhibidors de la proteasa. Normalment, però, s'utilitza per inhibir l'enzim que metabolitza altres inhibidors de la proteasa. Aquesta inhibició permet utilitzar dosis més baixes d'aquests últims medicaments.
El ritonavir es va patentar el 1989 i va entrar en ús mèdic el 1996. Està a la llista de medicaments essencials de l'Organització Mundial de la Salut.